# 博伊恩斯群島
50°01′S 68°52′E / 50.017°S 68.867°E
博伊恩斯群島（法語：Îles de Boynes），是南極洲的群島，處於拉利耶迪巴蒂半島以南30公里，屬於凱爾蓋朗群島的一部分，由法屬南部領地負責管轄，最高點海拔高度35米，在1772年被法國探險隊發現。